# フィリップ・アシェンヴァルト
フィリップ・アシェンヴァルト (Philipp Aschenwald、1995年11月12日 - ) は、オーストリアチロル州出身のスキージャンプ選手である。ノルディックスキー世界選手権ダリスト。父は元ノルディック複合選手でオリンピックメダリストのハンスイェルク・アシェンヴァルト。

## 経歴
2012/13シーズンにコンチネンタルカップアイアンマウンテン大会でデビューし、12位でポイントを獲得した。ジュニア世界選手権リベレツ大会では、個人19位、団体4位であった。
2014/15シーズンはサマーグランプリヒンツェンバッハ大会でデビューしたが36位でポイントを獲得できなかった。ジュニア世界選手権アルマトイ大会では、個人18位、団体3位のメンバーとなった。
2015/16シーズンはサマーグランプリクーシュヴェル大会で14位となり、ポイントを獲得した。ワールドカップのデビューはスキージャンプ週間のインスブルック大会で、この時は予選を通過できなかったが、続くビショフスホーヘン大会では29位でポイントを獲得した。コンチネンタルカップではプラニツァ大会で2連勝した。
2016/17シーズンおよび2017/18シーズンは主にコンチネンタルカップに出場した。
2018/19シーズンはコンチネンタルカップで7勝を挙げ、ワールドカップは最高4位、総合26位であった。世界選手権ゼーフェルト大会に初出場し、個人ノーマルヒル4位、個人ラージヒル13位、男子団体および混合団体はいずれも銀メダルのメンバーとなった。
2019/20シーズンはルカ大会で2位となり初めて表彰台に登り、続くニジニタギル大会も3位となり、総合10位で終えた。
2020/21シーズンは、序盤に新型コロナウイルス感染症に罹患し一時戦列を離れたが、スキーフライング世界選手権プラニツァ大会に初出場し、個人18位、団体6位であった。最高順位はガルミッシュ＝パルテンキルヒェン大会の6位で総合21位であった。世界選手権オーベルストドルフ大会は個人ノーマルヒル12位、個人ラージヒル11位、男子団体銀メダルのメンバーとなった。
2021/22シーズンは、ワールドカップで最高5位、総合28位であった。北京オリンピックは代表入りを逃した。

## 主な競技成績

### 世界選手権
- 2019年ゼーフェルト大会 ( オーストリア)
  - 個人ノーマルヒル 4位
  - 個人ラージヒル 13位
  - 男子団体ラージヒル 2位
  - 混合団体ノーマルヒル  2位
- 2021年オーベルストドルフ大会 ( ドイツ)
  - 個人ノーマルヒル 12位
  - 個人ラージヒル 11位
  - 男子団体ラージヒル 2位

### フライング世界選手権
- 2020年プラニツァ大会 ( スロベニア)
  - 個人 18位
  - 団体 6位

### ジュニア世界選手権
- 2013年リベレツ大会 ( チェコ)
  - 個人 19位
  - 団体 4位
- 2015年アルマトイ大会 ( カザフスタン)
  - 個人 18位
  - 団体 3位

### ワールドカップ
- 通算 2位1回、3位1回 (2021/22シーズンまで)

| シーズン | 順位 | ポイント |
| -------- | ---- | -------- |
| 2015/16  | 44.  | 50       |
| 2016/17  | .    | 0        |
| 2017/18  | 46.  | 34       |
| 2018/19  | 26.  | 247      |
| 2019/20  | 10.  | 622      |
| 2020/21  | 21.  | 265      |
| 2021/22  | 28.  | 220      |

### サマーグランプリ
- 最高順位6位 (2020シーズンまで)

| シーズン | 順位 | ポイント |
| -------- | ---- | -------- |
| 2014     | .    | 0        |
| 2015     | 55.  | 37       |
| 2016     | 39.  | 71       |
| 2017     | .    | 0        |
| 2019     | 26.  | 89       |
| 2020     | 5.   | 69       |

### コンチネンタルカップ
- 通算 優勝9回、2位5回、3位5回 (2021/22シーズンまで)

| シーズン | 順位 | ポイント |
| -------- | ---- | -------- |
| 2012/13  | 72.  | 115      |
| 2013/14  | 135. | 14       |
| 2014/15  | 50.  | 169      |
| 2015/16  | 15.  | 550      |
| 2016/17  | 26.  | 427      |
| 2017/18  | 10.  | 767      |
| 2018/19  | 5.   | 914      |
| 2021/22  | 32.  | 196      |